# Champwood (Virginia Occidental)
Champwood es un área no incorporada ubicada dentro del Distrito 1, una división civil menor del condado de Mineral (Virginia Occidental), Estados Unidos. Está catalogada como un asentamiento humano por la Junta de Nombres Geográficos de los Estados Unidos.
El número de identificación (ID) asignado por el Servicio Geológico de Estados Unidos es 1554107.

## Geografía
Se encuentra a una altitud de 194 metros sobre el nivel del mar (637 pies) según el conjunto de datos de elevación nacional.